# Парк истории реки Чусовой
Парк истории реки Чусовой — этнографический музей под открытым небом в Пермском крае, собравший в себе экспонаты крестьянского быта Среднего Урала XIX — начала XX вв. Основатель музея — Постников, Леонард Дмитриевич, заслуженный работник культуры России.

## История создания парка
Парк истории реки Чусовой был основан осенью 1981 года недалеко от города Чусового Пермского края. Парк расположен в живописной природной зоне, и окружён со всех сторон седыми горами Урала. Небольшая горная речка Архиповка отделяет территорию парка от спортивной школы олимпийского резерва «Огонёк», где практикуются зимние виды спорта: санный и горнолыжный спорт, фристайл. Основатель и идейный вдохновитель парка — Постников, Леонард Дмитриевич, который вплоть до своей кончины занимал должность главного хранителя парка. Он же в 1954 году открыл спортивную школу «Огонёк» и был её несменным директором вплоть до 1995 года. До 2023 года Парк возглавляла Ольга Леонардовна Постникова — дочь Леонарда Постникова. С февраля 2023 года директором назначен Алымов Александр Федорович, работавший до этого в Парке заместителем директора.
Изначально концепции создания Парка у Леонарда Постникова не было, всё происходило стихийно. Постникову, увлекавшемуся походами по окрестностям Чусовского района, в обезлюдевших деревнях и сёлах встречались заброшенные деревянные постройки в хорошем состоянии; впоследствии выяснялось, что многие из них были возведены ещё в середине XIX века. Судьба тех построек была одинакова: либо топка печи ближайшего приусадебного хозяйства, либо медленное разрушение. Постников знал об этом, поэтому решил собрать группу энтузиастов, чтобы найти способ дать новую жизнь старинным сооружениям. Было решено расчистить территорию рядом со спортивной школой «Огонёк» и в разобранном виде перевозить туда деревянные постройки. Так в 1981 году на новом месте обрела новую жизнь часовня из деревни Махнутин. Внутри была открыта первая экспозиция парка — «Музей истории похода Ермака». Затем из деревни Антыбары были привезены кузница, сельская лавка, пожарная станция; две крестьянских избы, одна — из деревни Мульково, другая — из деревни Заречка, трапезная и церковь — из деревни Махнутино. Как результат, рядом со спортивной школой «Огонёк» выросла небольшая деревня XIX века. Таким образом, в парке появились экспозиции: «Крестьянская изба», «Сельская лавка», «Сельская кузница», часть крестьянской избы из деревни Заречка была превращена в «Гончарную мастерскую», другая — в музей деревянной игрушки «Балаган». Для того чтобы полностью передать дух эпохи XIX века, все музеи были наполнены подлинными предметами старины, найденными в ходе бесчисленных экспедиций.
Энтузиазм и фантазия Леонарда Постникова не знают границ, поэтому он счёл, что деревня XIX века — хорошо, но было бы намного интересней расширить временные рамки, в которых представлена в парке история родного края, поэтому экспозиция парка становилась всё богаче и разнообразней. Открыли литературный отдел, посвящённый писателям, чья судьба и творчество связаны с Чусовской землёй. Это Виктор Петрович Астафьев, Валентин Курбатов, Александр Грин, Михаил Голубков, Юрий Беликов, Мария Семёновна Астафьева-Карякина, Олег Селянкин. В 2003 году была построена Свято-Георгиевская церковь, затем Свято-Николаевская часовня — в память о солдатах из Чусового, погибших на боевых действиях в Чечне. Вдоль главной улицы парка установлены памятные знаки людям и событиям, вошедшим в историю Чусового, например, памятники А. Грину, В. Каменскому, уголок Чусовского металлургического завода, копия Артамоновского велосипеда и др.

## Парк истории реки Чусовой в наши дни

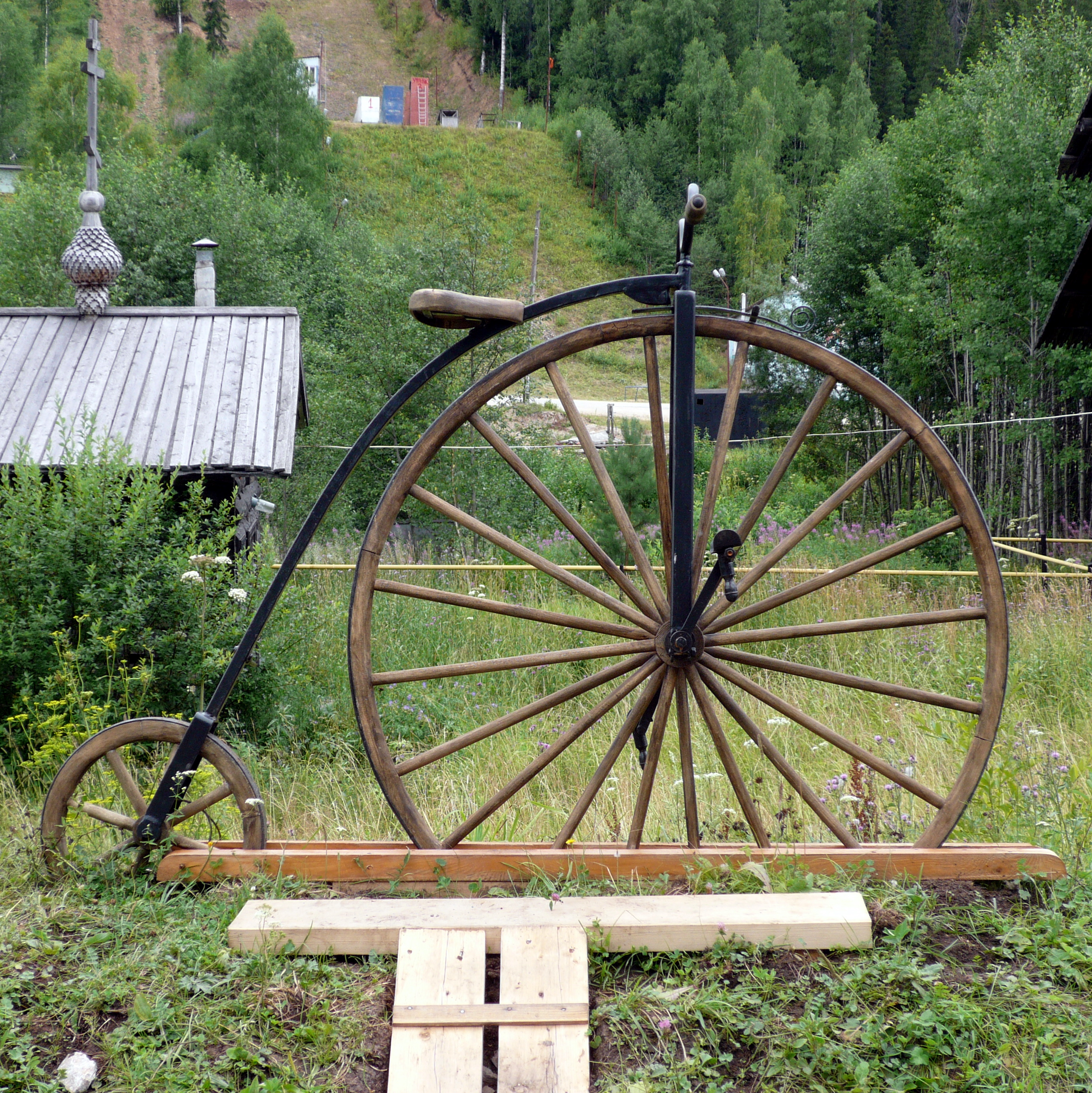
Велосипед Артамонова

Изначально парк был источником духовного и интеллектуального роста спортсменов — подопечных «Огонька», но постепенно известность Парка истории реки Чусовой стала расти, и теперь за год он принимает более 5 тысяч гостей из Пермского края, России и из-за рубежа. Основная деятельность парка — ведение экскурсионных программ. В основном экскурсии проводятся по предварительной договорённости.
Уникальное расположение в природной зоне с рекой, прудом и горными вершинами, с которых можно кататься на лыжах зимой, наличие обустроенных мест для пикников, расположение вдали от города — все это делает парк отличным местом для семейного отдыха круглый год.

## Экспозиции музея

### История похода Ермака
Согласно историческим летописям казачья дружина, покорившая в XVI веке Сибирь под предводительством Ермака, отправилась в свой легендарный поход из Нижне-Чусовских городков, что в 50 км от г. Чусового. С этого времени началось освоение уральских и сибирских земель.
Основная экспозиция музея — картины заслуженного художника России Павла Федоровича Шардакова. Мастер создавал эти работы прямо в Парке, приехав сюда по приглашению Леонарда Постникова в 80-х гг. Всего было выполнено десять картин в иконописном жанре по дереву с использованием натуральных красок, которые Шардаков сам замешивал на основе яичного желтка. Каждая картина отражает отдельные этапы похода Ермака из Нижне-Чусовских Городков в Сибирь. Экспозиция постоянно пополняется: со временем в ней появился макет Нижне-Чусовских Городков, выполненный студентами исторического факультета Пермского университета; в 2000 г. московский скульптор Юрий Злотя подарил музею скульптуру Ермака. Кроме этого, здесь представлены макеты орудий, которые ермаковцы использовали в битвах: пушечки на лафетах, пищали, а также некоторые оригиналы орудий, датируемые XVII веком.

### Крестьянская изба
Сруб из посёлка Мульково Чусовского района. Имеет конструкцию типичную для деревянных строений XIX века на Урале: пятистенок, разделённый внутри на три основные части: летняя и зимняя комнаты, соединённые сенями, и кухня. Сени выходят во внутренний двор, где хранится хозяйственная утварь начала XX века: соха, зимние сани, пилы, снасти.
Для воссоздания атмосферы деревни конца XIX — начала XX вв. при доме содержится небольшое хозяйство: утки, гуси, кролики, куры. Все экспонаты дома имеют подлинное происхождение.

### Кузница
Привезена в Парк из посёлка Антабары. Относится к концу XIX веку. Внутри находятся подлинные объекты кузнечного производства, найденные в разных частях Чусовского района. Здесь же установлены главные атрибуты кузнечного дела — горн и меха; несмотря на то, что им уже свыше ста лет, они до сих пор работают.

### Лавка
Сельский магазин конца XIX века. На входе посетителей встречает нарисованный купец, приглашающий подивиться на свои товары. В пристройке лавки — скобяные (железные) изделия, изготовленные в кузницах и на заводах в XIX веке, а в её основной части ассортимент может только радовать глаз посетителя. Здесь и самовары всех размеров из Тулы и Суксуна, и обувь, и музыкальные инструменты от патефонов до медных труб, и сервизы, и духи, и ткани…Да, чего здесь только не сыщешь! А девиз лавки гласит: «Честь дороже прибыли».

### Балаган
В XVIII—XIX родители обязательно водили своих отпрысков в балаганы — временные деревянные постройки, возводившиеся на ярмарочных площадях. Здесь детей и взрослых ждали не только театрализованные представления, но и выставка различных «диковин», которой устроители балаганов пытались удивить публику. Наш балаган, расположившийся в стенах избы XIX века, представляет собой театр-музей игрушки. Основная экспозиция — деревянная богородская игрушка. Также здесь представлены поделки из глины, которые изготовил гончар, работающий при музее. Дети, попадая в этот увлекательный мир старины, живо начинают играть со всем, что есть внутри дома. Не остаются в стороне от детского веселья и взрослые. Здесь время летит незаметно.

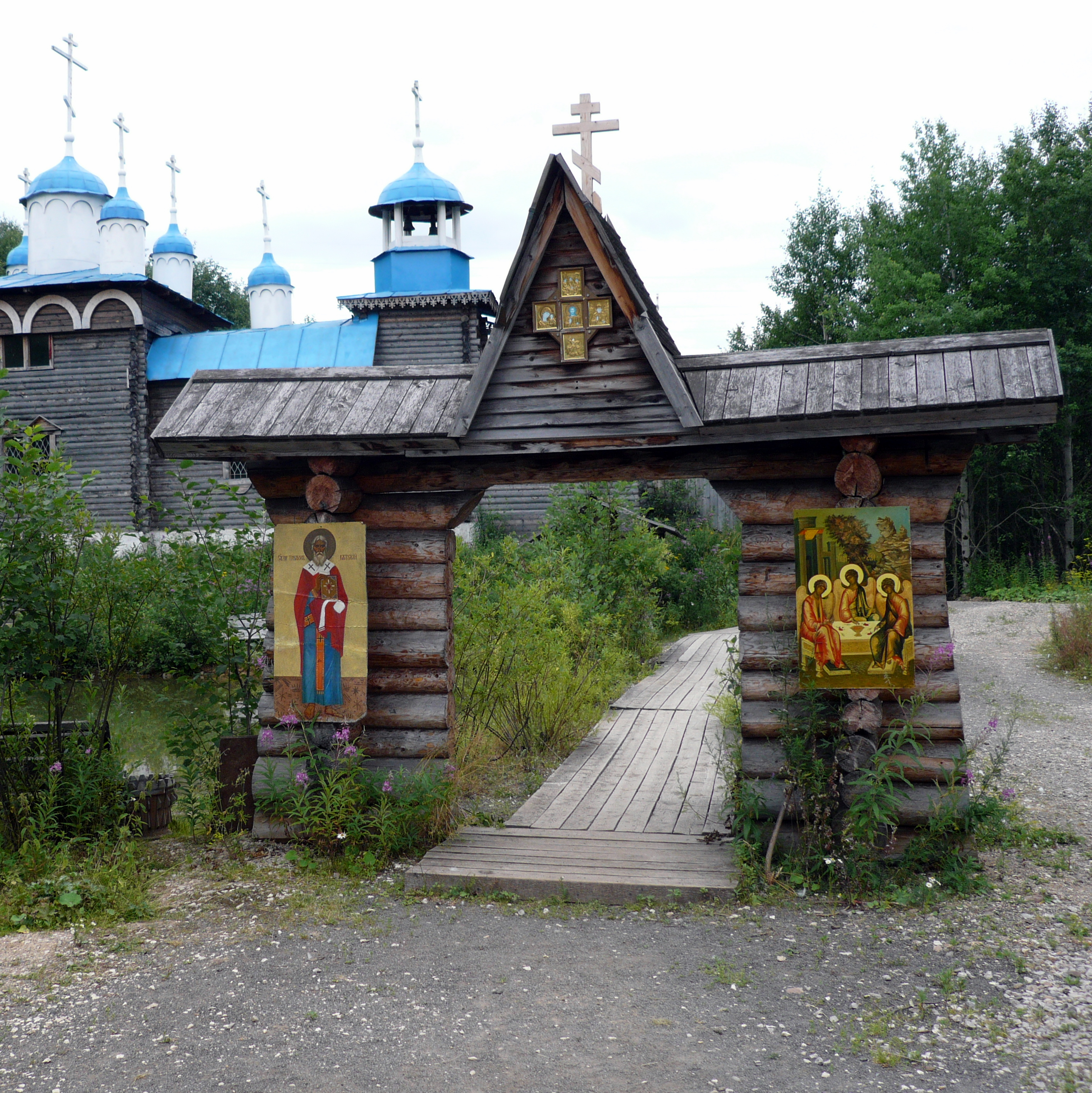
Храм Святого Георгия в этнографическом парке реки Чусовой

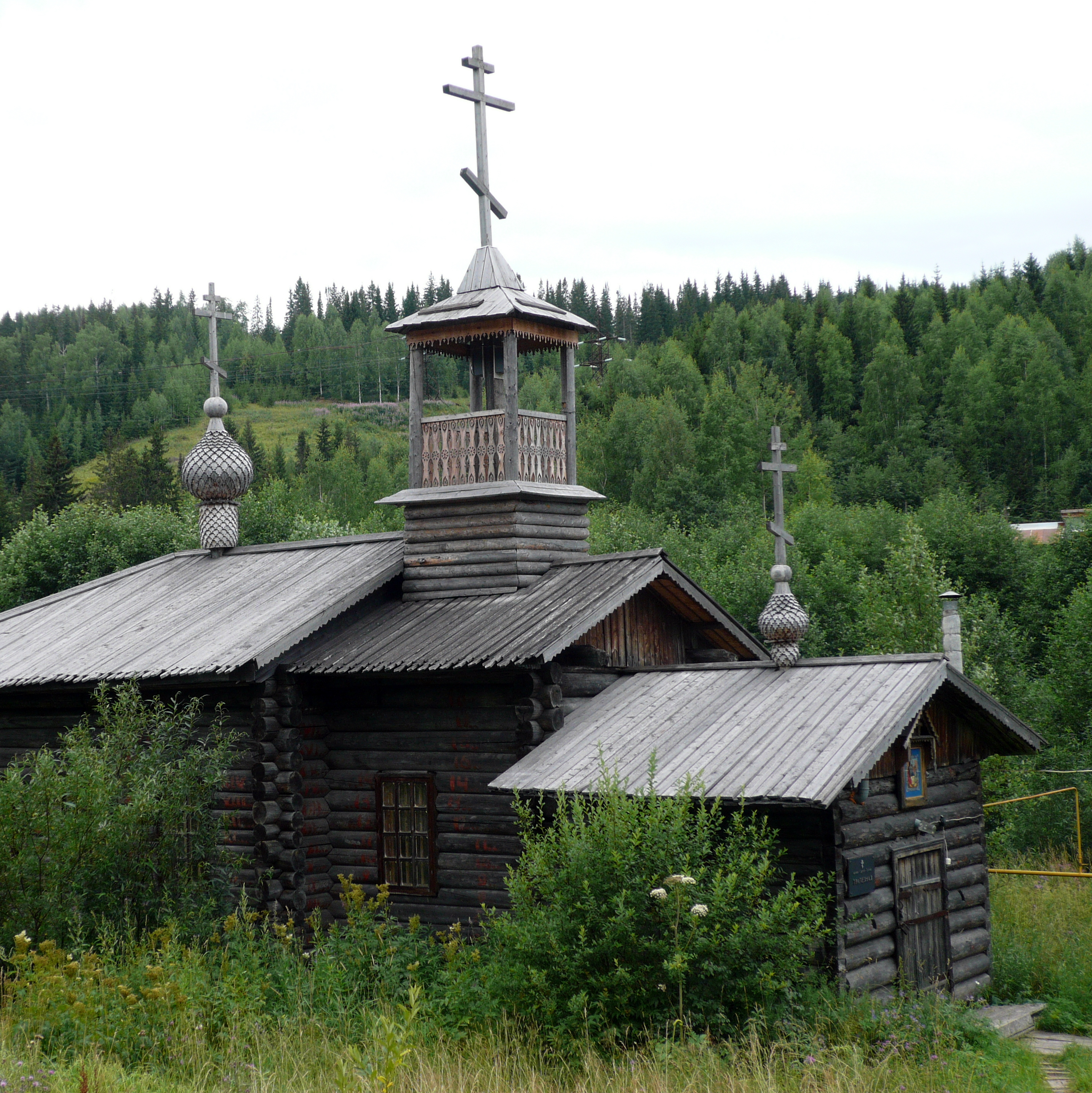
Николаевская часовня парка реки Чусовой

### Пожарная станция
О сельских пожарных командах на необъятных российских просторах приходилось только мечтать — в основном, пожарные станции были привилегией городов, однако, были и исключения такие, как, например, уникальная пожарная станция с каланчой, привезённая в Парк истории реки Чусовой из села Антабары.

### Свято-Георгиевская церковь
Поодаль в парке переливаются в солнечном свете синие купола церкви Святого Георгия. В построенной в 2003 году церкви находится иконостас, расписанный чусовским художником Валерием Чаплыгиным.

### Свято-Николаевская часовня
Небольшая часовня Святого Николая построена в 2008 году в память об уроженцах Чусового, погибших во время военных действий в Чеченской республике. Это действующая часовня, и ежегодно родственники погибших солдат собираются здесь на поминальные службы.

### Мельницы
Две мельницы конца XIX-го века, привезённые из села Махнутино, хранят память о том, как в давние времена люди, живя в согласии с природой, использовали её силы, воду и ветер, себе во благо: мололи муку для приготовления самого главного в доме — хлеба.

## Памятные знаки

### Памятник походу Ермака
В 1991 году перед «Музеем Ермака» по инициативе основателя парка Леонарда Постникова был установлен памятный знак в честь похода Ермака в Сибирь. В основании стелы с образом Святого Георгия, покровителем воинов, лежит земля из Нижне-Чусовских городков, откуда Ермак с дружиной отправился на покорение сибирских земель, и из Тобольска, где Ермак погиб. В 1992 году земля была освящена.

### Памятный знак жителям Нижне-Чусовских городков
В 1952 году строительство Камской ГЭС привело к затоплению земель, на которых располагались Нижне-Чусовские Городки, откуда Ермак с казачьей дружиной отправился в XVI веке завоёвывать сибирские просторы, и местным жителям пришлось покинуть родные дома. В 1992 году, как напоминание об этом печальном событии, в Парке рядом со Свято-Георгиевской церковью был установлен памятный крест «жемчужине русской истории Нижне-Чусовским Городкам и его жителям».

### Памятный знак Чусовскому металлургическому заводу
Под открытым небом расположена небольшая экспозиция, посвящённая Чусовскому металлургическому заводу. Противотанковые ежи, пушка времён Великой Отечественной войны, памятник В. И. Ленину, в советское время стоявший на территории завода, старая домна.

### Памятный камень узникам Перми-36
На берегу пруда в парке стоит огромный камень — памятный знак политзаключённым.

### Памятный знак поэту Василию Каменскому
Знаменитый поэт-футурист и авиатор Василий Васильевич Каменский провёл детство в селе Боровское, что неподалёку от Тёплой Горы, — посёлка городского типа, до недавнего времени входившего в состав Чусовского района, любил реку Чусовую. Памятный знак Каменскому в парке представляет собой уменьшенную модель самолёта «Таубе», на котором поэт когда-то летал.

### Памятный знак Александру Грину
Напротив «блерио» Василия Каменского стоит часть домны Архангело-Пашийского завода (что находится в Чусовском районе), где в юные годы работал Александр Гриневский. К 85-летию выхода в свет «Алых парусов» над домной появился парящий образ Ассоль, главной героини этой книги.

### Памятник Александру Грину
В 1987 году по инициативе Леонарда Постникова чусовской скульптор Виктор Бокарев создал проект памятника Александру Грину, а через год пермяк Радик Мустафин высек из цельного куска гранита образ Грина. Интересный факт — этот памятник единственный в своём роде, поскольку больше не существует памятников Александру Грину в полный рост. Сейчас памятник стоит прямо в водах речки Архиповки, и к нему часто, согласно сложившейся традиции, приходят молодожёны. Рядом с Грином качаются на волнах его алые паруса.

### Памятный знак Виктору Астафьеву
Великий русский писатель Виктор Петрович Астафьев 17 лет прожил в Чусовом, приехав на родину своей супруги Марии Семеновны Корякиной-Астафьевой после окончания Великой Отечественной войны. В этом городе Астафьев начал писательскую деятельность, здесь родились его дети. Леонард Постников поддерживал тесные дружеские связи с семьёй Виктора Астафьева, поэтому писатель был частым гостем Парка истории реки Чусовой и «Огонька». Речка Архиповка, которая здесь протекает, вдохновила Виктора Астафьева на создание своих лучших произведений. В Чусовом находится дом-музей Астафьева.

### Велосипед Артамонова
Ефим Артамонов, уроженец Нижнего Тагила, крепостной рабочий Тагильского завода собрал первый на Урале велосипед. Конструкция велосипеда: переднее большое колесо и заднее маленькое обвиты железными прутьями, их соединяет железная рама, педали. Поездка на таком несовершенном, но, несомненно, революционном для XIX века средстве передвижения доставляла мало удовольствия, однако, это не сдерживало изощрённую публику от того, чтобы не совершить на велосипеде прогулку-другую. В Парке реки Чусовой установлена копия этого велосипеда.

## Памятные даты и ежегодные мероприятия
- 1981 г. — дата основания
- 1999 г. — дата открытия
- 23 августа — День рождения Александра Грина
- 1 мая — День рождения Виктора Астафьева
- август — Фестиваль «Ермаковы лебеди»